# きたなかスケッチ
『きたなかスケッチ』は、沖縄の小さな村、北中城村（きたなかぐすくそん）を舞台にした2018年の映画。

## あらすじ
北中城村熱田の伝統芸能「ふぇーぬしま」を継承しようと奮闘する地元青年たちと、地元をテーマにした漫画の依頼に悩む女性漫画家と、あくまでも古いしきたりに則った継承しか認めない地元重鎮たちの織り成すハートフルヒューマンドラマ。

## キャスト
- 仲宗根梨乃
- 池間夏海
- 永田健作
- 知念臣悟
- 村山靖
- 翁長大輔　チョンダラーズ
- 比嘉健雄　チョンダラーズ
- 堀川恭平　チョンダラーズ
- うどんちゃん
- ひがりゅうた　ありんくりん
- じゅん選手
- ひっちゃん　ハイサイ探偵団
- 武c　ハイサイ探偵団
- はるおっk　ハイサイ探偵団
- 鳥越博文（声の出演）
- 城間やよい
- 新垣正弘

## スタッフ
- 監督・脚本：岸本司
- 撮影監督:大谷信義
- プロデューサー：神山繁
- 音楽：迎里中
- 撮影：小橋川和宏
- 照明・特機：鳥越博文
- 録音：横澤匡広
- 編集：又吉安則
- 助監督：望月直
- 制作:北中城村観光協会
- 製作:北中城村

## 主なロケ地
- 世界遺産 中城城跡
- 国指定重要文化財 中村家住宅
- EMウェルネス 暮らしの発酵ライフスタイルリゾート
- 熱田公民館（あったこうみんかん）
- 若林公園
- 縁どころ 吉嶺（えんどころ ゆしんみ）
- PLOUGHMANS LUNCH BAKERY
- しおさい公苑

（エンドロールでは「PLOGHMANS LUNCH BAKERY」だが、正しくは上記）

## 受賞／ノミネート
- 第8回観光映像大賞(観光庁長官賞)ファイナリスト